# 奇利亞區

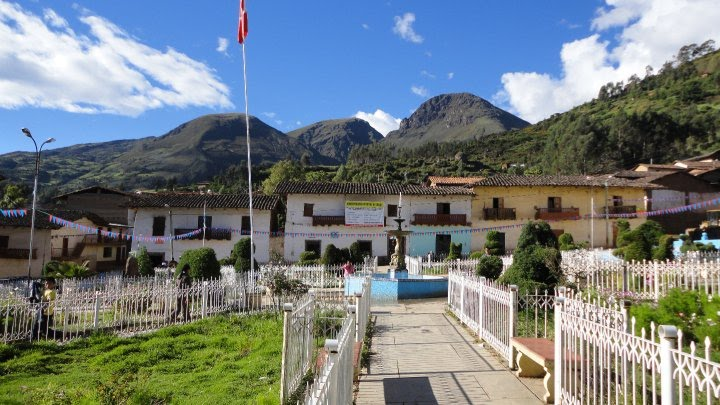

奇利亞區（西班牙語：Distrito de Chilia），是秘魯的一個區，位於該國西北部拉利伯塔德大區的帕塔斯省，面積300.04平方公里，海拔高度3,118米，2005年人口10,341，人口密度每平方公里34人。